# Lopik
Lopik est une commune et un village des Pays-Bas, en province d'Utrecht.

## Histoire
Lopik s'est situé dans la région de Lopikerwaard, près de la rivière du Lek. Le village apparait dans les registres pour la première fois en 1155, sous l'ancien nom « Lobeke ». La population s'est concentrée primairement au long des canaux.

## Villages dans la commune
Benschop - Cabauw - Jaarsveld - Lopik - Lopikerkapel - Polsbroek - Polsbroekerdam - Uitweg - Willige Langerak

## Personnes célèbres nés à Lopik
- Ton Strien - Maire à Olst-Wijhe
- Peter Schep - Coureur cycliste
- Marten Boverhof - Joueur au foot à HFC Haarlem
- Kees van Buuren - Joueur au foot à FC Utrecht

## Jumelage
- Grebenstein ( Allemagne)
- Lezoux ( France)
- Sarsina ( Italie